# Solokantate nr. 2
Solokantate nr. 2 Til deg Herre is een korte cantate geschreven door Johan Kvandal. Het inmiddels vergeten werk is de middelste van een serie van drie, die later zouden verschijnen onder de titel Tre solokantater for sang og orgel. Kvandal zette orgelmuziek onder Bijbelse teksten in dit geval:
- Psalm 31, vers 2-4
- Psalm 40, vers 2-4
- Psalm 8, vers 2, 4-6 en 10

Van het werk zijn twee niet commerciële opnamen beschikbaar in de bibliotheek van de Noorse muziekcentrale. Op een van die opnamen speelt Kvandal, naast componist ook organist, de orgelpartij, Lileba Lund is daarbij de zangeres.